# Тьерра-Бланка (муниципалитет Гуанахуато)
Тьерра-Бланка (исп. Tierra Blanca) — муниципалитет в Мексике, штат Гуанахуато, с административным центром в одноимённом городе. Численность населения, по данным переписи 2010 года, составила 18 175 человек.

## Общие сведения
Название Tierra Blanca с испанского — белая земля.
Площадь муниципалитета равна 409 км², что составляет 1,34 % от общей площади штата. Он граничит с другими муниципалитетами штата Гуанахуато: на севере с Викторией, на северо-востоке с Санта-Катариной, на западе с Сан-Хосе-Итурбиде, на северо-западе с Доктор-Мора, а также на юге граничит с другим штатом Мексики — Керетаро.

## Учреждение и состав
Муниципалитет был образован в 1885 году, в его состав входит 71 населённый пункт, самые крупные из которых:
| Код INEGI | Населённый пункт                                                                    | Численность населения (2005 год) | Численность населения (2010 год) |
| --------- | ----------------------------------------------------------------------------------- | -------------------------------- | -------------------------------- |
| 040       | Всего                                                                               | 16136                            | 18175                            |
| 0001      | Тьерра-Бланка (исп. Tierra Blanca) (административный центр)                         | 1733                             | 2058                             |
| 0038      | Ринкон-дель-Кано (исп. Rincón del Cano) 21°03′26″ с. ш. 100°14′27″ з. д.            | 1226                             | 1343                             |
| 0011      | Ла-Куэста-де-Пеньонес (исп. La Cuesta de Peñones) 21°05′05″ с. ш. 100°13′56″ з. д.  | 989                              | 1219                             |
| 0016      | Фраксьон-де-Гуадалупе (исп. Fracción de Guadalupe) 21°07′41″ с. ш. 100°09′09″ з. д. | 758                              | 980                              |
| 0057      | Кано-де-Сан-Исидро (исп. Cano de San Isidro) 21°04′21″ с. ш. 100°13′21″ з. д.       | 879                              | 968                              |
| 0009      | Серро-Колорадо (исп. Cerro Colorado) 21°06′13″ с. ш. 100°13′53″ з. д.               | 859                              | 940                              |

## Экономика
По статистическим данным 2000 года, работоспособное население занято по секторам экономики в следующих пропорциях: сельское хозяйство, скотоводство и рыбная ловля — 30,3 %, промышленность и строительство — 31,6 %, сфера обслуживания и туризма — 29 %, прочее — 9,1 %.

## Инфраструктура
По статистическим данным 2010 года, инфраструктура развита следующим образом:
- электрификация: 88,9 %;
- водоснабжение: 89,4 %;
- водоотведение: 28,5 %.

## Фотографии

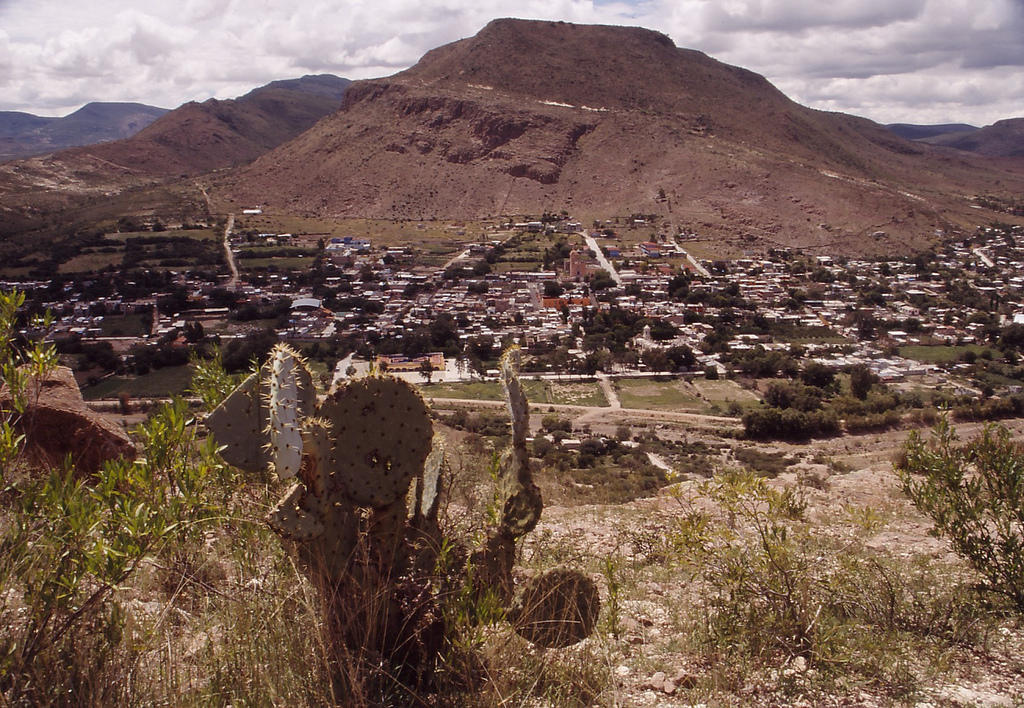
Вид на посёлок Тьерра-Бланка
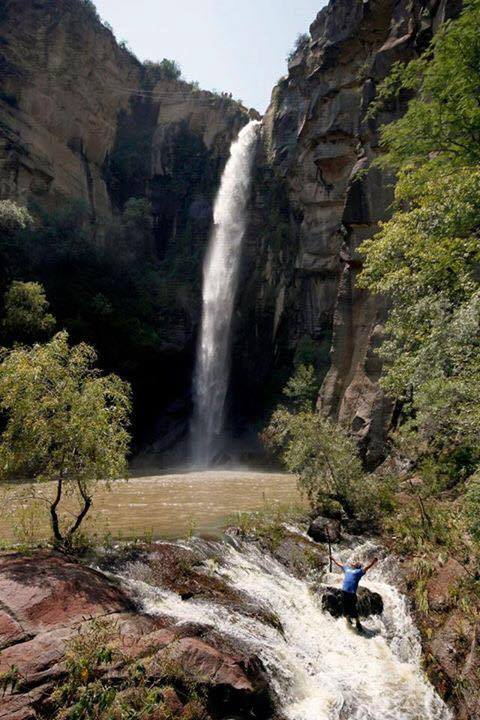
Водопад Эль-Сальто
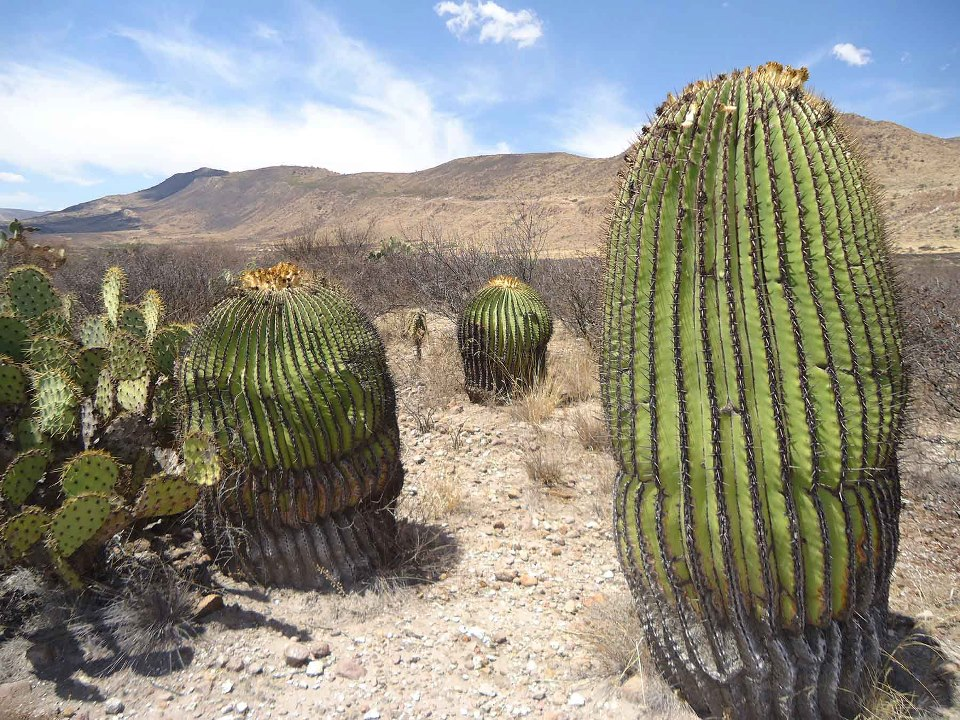
Вблизи Тьерра-Бланки